# Лулич, Карло
Карло Лулич (хорв. Karlo Lulić, 10 мая 1996, Нова-Градишка, Хорватия) — хорватский футболист, полузащитник итальянского клуба «Бари».

## Карьера
Играл за молодёжные команды «Младости» и «Осиека». С 2013 года выступал в основе «Осиека». Дебютировал в высшей лиге 26 мая в матче против «Цибалии». В 2014 году перешёл в итальянскую «Сампдорию», однако не смог пробиться в основной состав. В 2015 году перешёл в аренду в чешский клуб «Богемианс 1905» с правом выкупа.
В составе сборной до 17 лет выступал на юношеском чемпионате Европы 2013.